# Auw, Muri
Auw là một đô thị trong huyện huyện Muri thuộc bang Aargau ở Thụy Sĩ.